# Óscar Arribas
Óscar Arribas Pasero (Parla, 22 ottobre 1998) è un calciatore spagnolo, attaccante dello Johor Darul Ta'zim.

## Carriera
Ha giocato nella seconda divisione spagnola e nella prima divisione malese; con il Johor Darul Ta'zim ha inoltre giocato anche in AFC Champions League.

## Palmarès

### Club

#### Competizioni nazionali
- Malaysia Super League: 2

Johor Darul Ta'zim: 2023, 2024-2025
- Coppa della Malaysia: 2

Johor Darul Ta'zim: 2023, 2024-2025